# Kapałów
Kapałów – wieś w Polsce położona w województwie świętokrzyskim, w powiecie koneckim, w gminie Radoszyce.
W latach 1954–1968 wieś należała i była siedzibą władz gromady Kapałów, po jej zniesieniu w gromadzie Radoszyce. W latach 1975–1998 miejscowość administracyjnie należała do województwa kieleckiego.
Wierni Kościoła rzymskokatolickiego należą do parafii Świętych Apostołów Piotra i Pawła w Radoszycach.

## Części wsi
| SIMC    | Nazwa         | Rodzaj    |
| ------- | ------------- | --------- |
| 0264615 | Dębczyny      | część wsi |
| 0264621 | Górny Kapałów | część wsi |
| 0264638 | Niwy          | część wsi |
| 0264644 | Piekło        | część wsi |
| 0264650 | Wyrębiska     | część wsi |

## Historia
W 1784 r. wieś Kopałow wchodziła w skład własności podkanclerza koronnego Małachowskiego.
W XIX wieku wieś nosiła nazwę Kopałów i należała do gminy Grodzisko. Według Słownika geograficznego Królestwa Polskiego w latach 80. XIX wieku miejscowość miała 56 domów, 331 mieszkańców, 588 mórg ziemi włościańskiej i 1 morgę ziemi rządowej.
Pod koniec II wojny światowej 6 stycznia 1945 r. w czasie pacyfikacji Kapałowa Niemcy rozstrzelali 14 mieszkańców wioski.